# Mateus
Mateus, właśc. Mateus Galiano da Costa (ur. 18 stycznia 1984 w Luandzie) – angolski piłkarz występujący na pozycji napastnika, reprezentant Angoli w latach 2006–2021.

## Kariera klubowa
Mateus urodził się w Luandzie, ale piłkarską karierę rozpoczął w Portugalii, do której wyemigrował jako nastolatek. Wychował się w szkółce piłkarskiej lizbońskiego Sportingu, ale w 2004 roku nie przebił się do pierwszego składu i trafił do trzecioligowego klubu Casa Pia AC. Był najlepszym strzelcem zespołu, a po sezonie trafił do innego klubu z tej samej ligi, FC Lixa. W drużynie tej spędził tylko pół sezonu i już w 2006 roku grał w drugiej lidze w Gil Vicente FC. Na drugim froncie grał jednak mało, ale latem 2007 zgłosiła się po niego pierwszoligowa Boavista Porto, w której występował wraz z rodakiem Zé Kalangą. W 2008 roku Mateus odszedł do CD Nacional. W 2014 roku przeszedł do CD Primeiro de Agosto. W 2016 roku Mateus odszedł do portugalskiej drużyny FC Arouca. Następnie przeniósł się do Boavisty.
| Sezon   | Klub                  | Kraj       | Rozgrywki       | Mecze | Bramki |
| ------- | --------------------- | ---------- | --------------- | ----- | ------ |
| 2003/04 | Sporting B            | Portugalia | Segunda Divisão | 23    | 9      |
| 2004/05 | Casa Pia AC           | Portugalia | Segunda Divisão | 25    | 14     |
| 2005/06 | FC Lixa               | Portugalia | Segunda Divisão | 10    | 3      |
| 2005/06 | Gil Vicente FC        | Portugalia | Liga de Honra   | 4     | 2      |
| 2006/07 | Gil Vicente FC        | Portugalia | Liga de Honra   | 12    | 5      |
| 2007/08 | Boavista FC           | Portugalia | Primeira Liga   | 25    | 2      |
| 2008/09 | CD Nacional           | Portugalia | Primeira Liga   | 28    | 5      |
| 2009/10 | CD Nacional           | Portugalia | Primeira Liga   | 8     | 2      |
| 2010/11 | CD Nacional           | Portugalia | Primeira Liga   | 23    | 2      |
| 2011/12 | CD Nacional           | Portugalia | Primeira Liga   | 24    | 9      |
| 2012/13 | CD Nacional           | Portugalia | Primeira Liga   | 25    | 7      |
| 2013/14 | CD Nacional           | Portugalia | Primeira Liga   | 9     | 2      |
| 2014    | CD Primeiro de Agosto | Angola     | Girabola        | 19    | 3      |
| 2015    | CD Primeiro de Agosto | Angola     | Girabola        | 20    | 9      |
| 2015/16 | FC Arouca             | Portugalia | Primeira Liga   | 14    | 4      |
| 2016/17 | FC Arouca             | Portugalia | Primeira Liga   | 32    | 3      |
| 2017/18 | Boavista FC           | Portugalia | Primeira Liga   | 31    | 6      |
| 2018/19 | Boavista FC           | Portugalia | Primeira Liga   |       |        |

## Kariera reprezentacyjna
W reprezentacji Angoli Mateus zadebiutował 29 kwietnia 2005 roku w wygranym 5:1 towarzyskim meczu z Mauritiusem. W debiucie zdobył jednego gola. W 2006 roku został powołany przez selekcjonera Luísa de Oliveirę Gonçalves na Mistrzostwa Świata w Niemczech. Tam był podstawowym zawodnikiem zespołu i wystąpił we wszystkich trzech grupowych meczach: z Portugalią (0:1), Meksykiem (0:0) oraz Iranem (1:1). W 2008 roku znalazł się w drużynie na Puchar Narodów Afryki 2008, w 2012 roku na Puchar Narodów Afryki 2012, a w 2013 na Puchar Narodów Afryki 2013.

## Sprawa Mateusa
11 stycznia 2006 FPF i LPFP odmówiły rejestracji Mateusa w Gil Vicente FC, do którego przeszedł z FC Lixa. Zgodnie z przepisami grał on w FC Lixa, mając status amatora, który zobowiązany był zachować jeszcze przez co najmniej jedną rundę. Dało to początek tzw. sprawie Mateusa (port. Caso Mateus). Klub i zawodnik złożyli apelację do sądów powszechnych, twierdząc, że umowa z Lixą była nielegalna. Sąd administracyjno-skarbowy w Porto uznał ich rację i nakazał władzom ligi zaakceptowanie rejestracji Mateusa, dzięki czemu rozpoczął on występy w nowym zespole.
Zainicjowało to trwający rok spór prawny między Gil Vicente FC a FPF, LPFP i FIFA. W międzyczasie klub oddał walkowerem trzy ligowe spotkania, czekając na rozstrzygnięcie sprawy, przez co stracił ewentualną możliwość awansu do Primeira Ligi. W 2016 roku trybunał administracyjny w Lizbonie uznał, że działania FPF i LPFP były niezgodne z prawem. Federacja w ramach zadośćuczynienia przed sezonem 2019/20 przeniosła Gil Vicente FC z Campeonato de Portugal do portugalskiej ekstraklasy.